# Камень Шайтан
Камень Шайтан — скальная гряда в Режевском районе Свердловской области, расположена на правом берегу реки Реж, в 4,5 км на юго-восток от села Октябрьского и в 4 км выше по течению нежилой деревни Галанино. Известны наскальными рисунками. Объект имеет статус геоморфологического и ботанического памятника природы. Отвесный береговой утёс высотой до 25 м, сложен из гранита. На вершине скал произрастают сосны.

## Описание памятника
Пункты с наскальными рисунками обнаружены в верхнем и среднем течении Режа. Первый из известных — писаница на Шайтан Камне. Шайтан — название многих скал на реках и озёрах Урала. Их обычно связывают с манси-вогулами. Однако само слово шайтан (злой дух, чёрт) не мансийское, а тюркское. Топонимы такого рода прежде всего отражают отношение тюрков-мусульман к местам религиозного поклонения язычников.
Шайтан-Камень представляет собой отвесную 40 метровую стену из гранитов серых цветов, протянувшуюся вдоль реки на 400 метров. Русло реки здесь не очень широкое, около 20-25 метров. Расстояние от скалы до воды 25-30 метров. Здесь растут сосны, березы, черемуха, рябина, осина. Вершина скалы увенчана соснами. Ближе к самой скале образовалась каменная осыпь высотой до 5 метров. Сама скала разделена на две части вертикальным разломом, по которому легко можно подняться на стену.

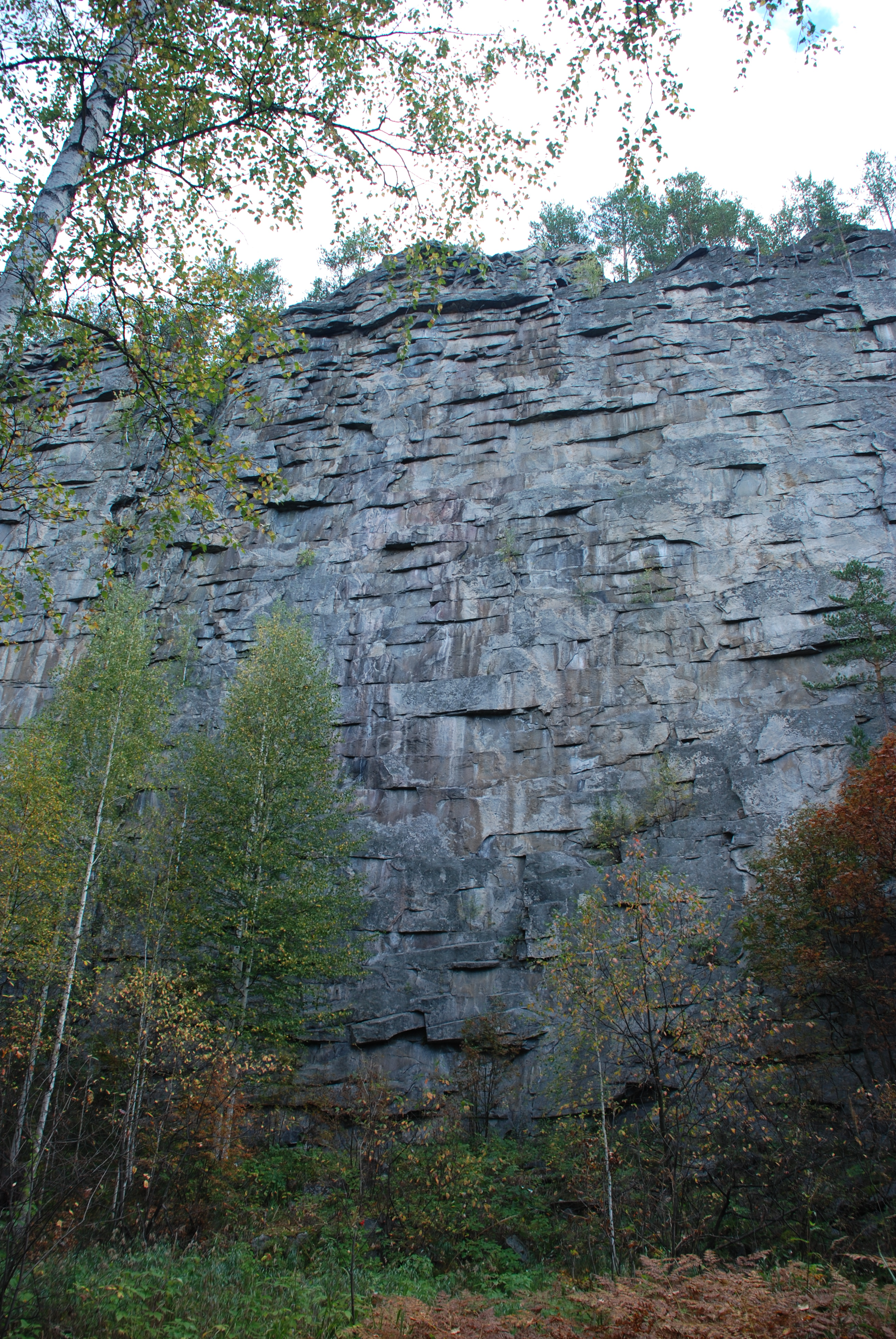
Скалы Шайтан-Камень
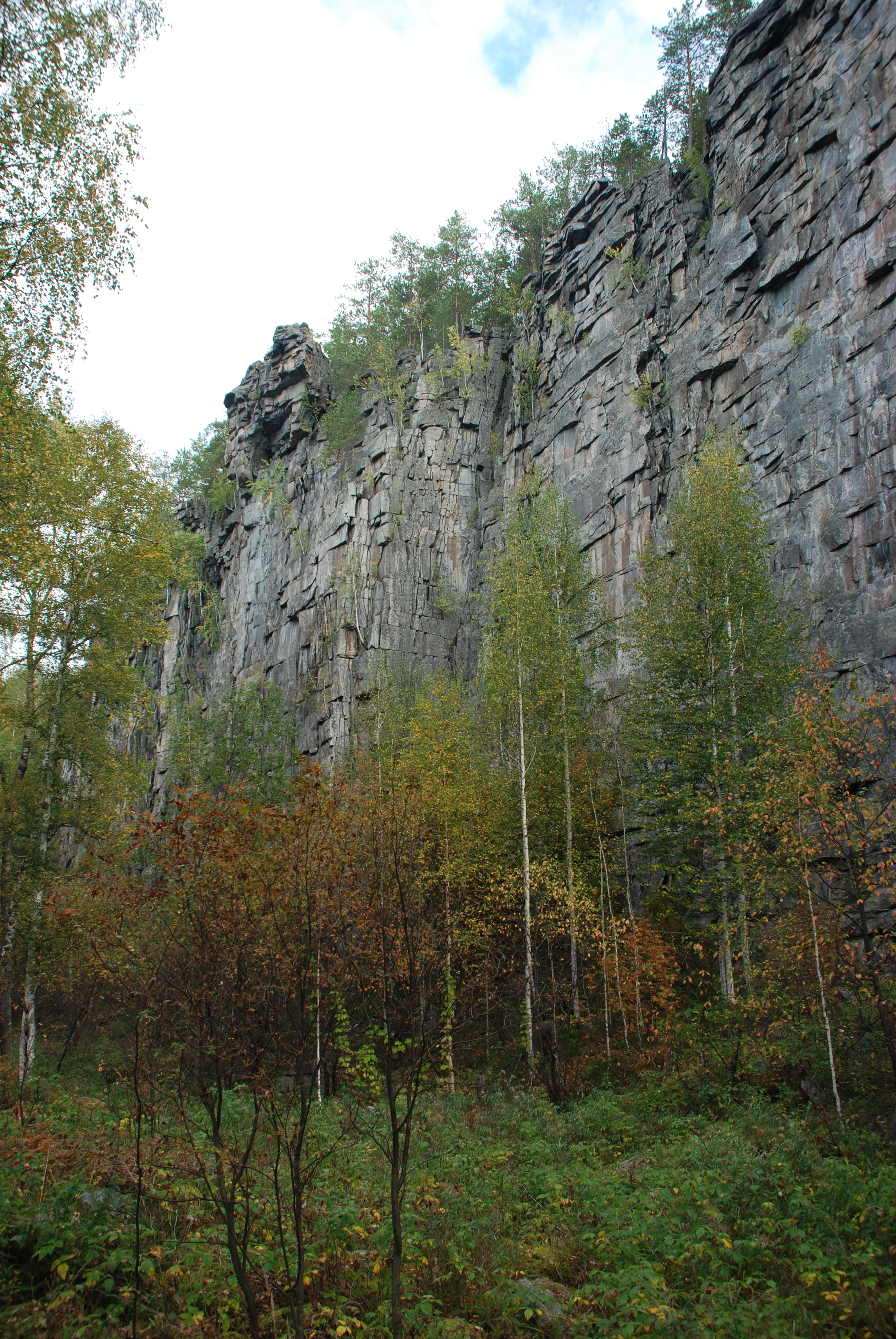
Скалы Шайтан-Камень
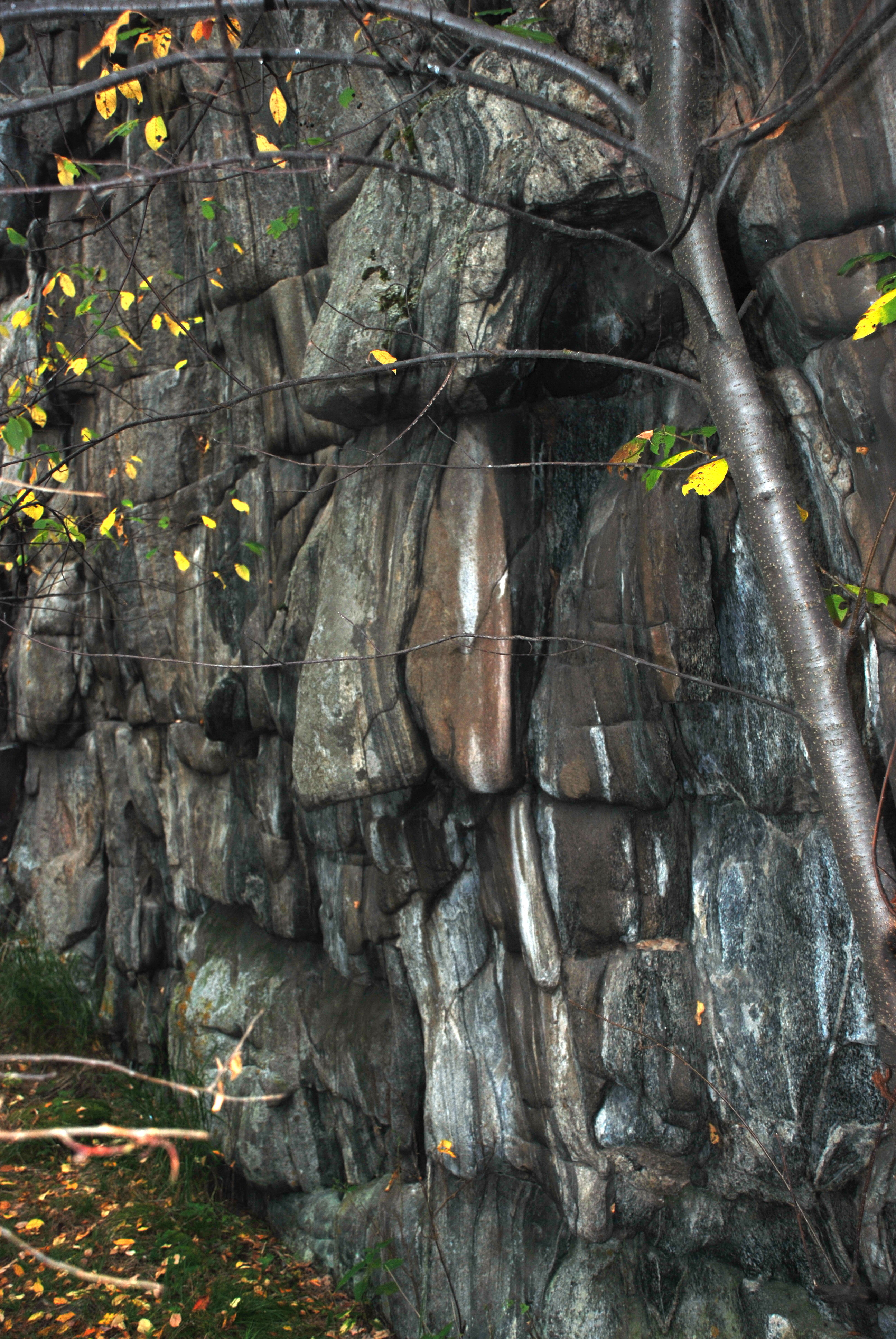
Скалы Шайтан-Камень
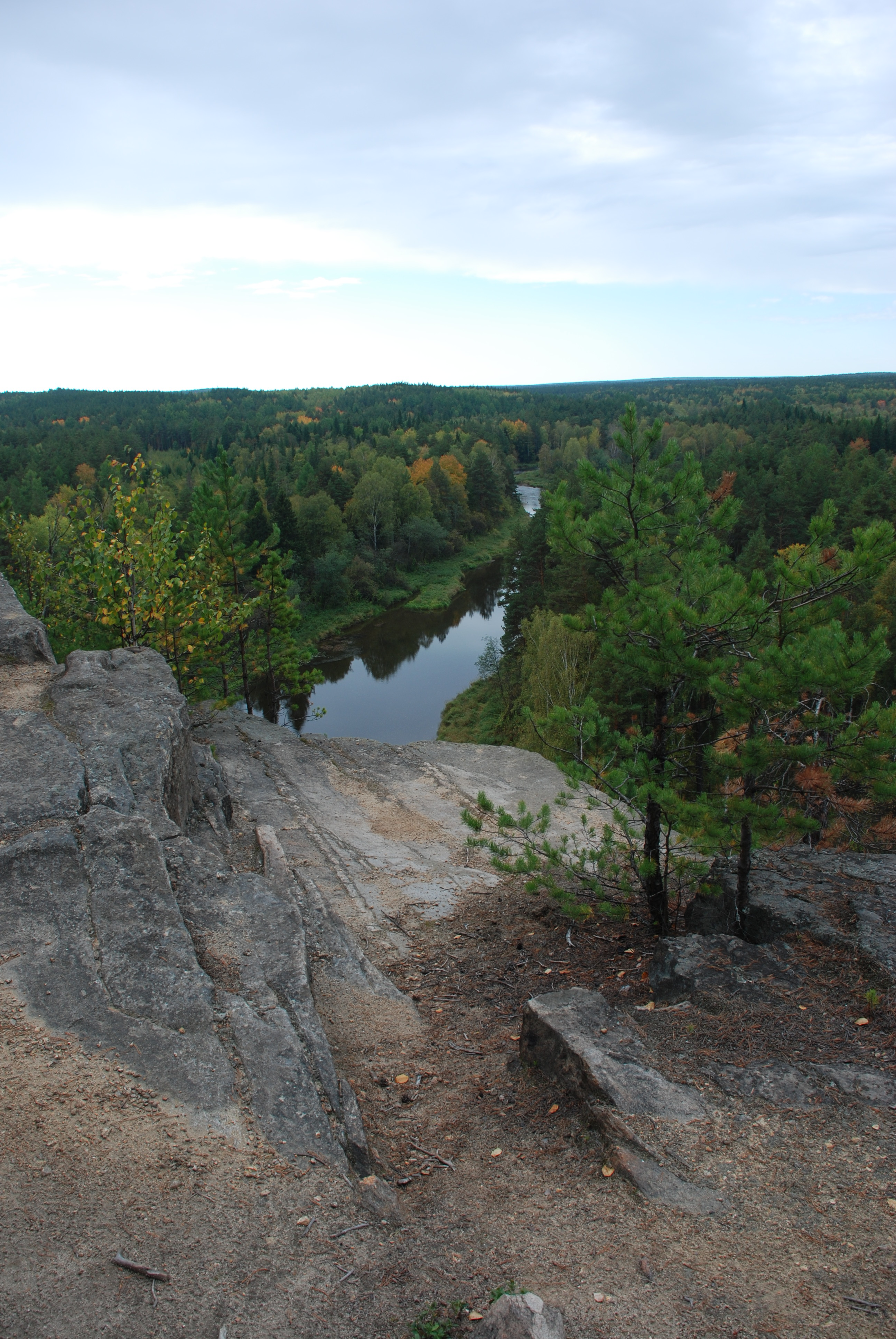
Долина реки Реж. Вид со скал Шайтан-Камень

Поверхность скалы достаточно ровная серого цвета, местами здесь образовались белёсые, красноватые и коричневые натеки. На камне можно встретить лишайники причудливых форм и самых разнообразных расцветок: зеленые, желтые, лимонные, оранжевые, тёмно-серые, красноватых оттенков.

## История изучения
Древние рисунки были открыты в 1976 году археологами Петриным В. Т., Шориным А. Ф., Широковым В. Н. В дальнейшем памятник неоднократно посещался исследователями. В 1990 году выходит работа «Шайтанская и Северская писаницы на Среднем Урале», (Широков В. Н., Чаиркин С. Е.). В 2007 годы увидела свет книга Широкова В. Н «Уральские писаницы: Реки Реж и Ирбит» — наиболее полное на сегодняшний день исследование по наскальным изображениям на этой территории. Здесь наиболее полно осуществляется источниковедческий анализ, приводятся детальные копии древних рисунков. Особое внимание уделено типологии образных и знаковых фигур, их датировке, а также возможному содержанию композиций.

## Группы рисунков
Наскальные изображения обнаружены в правой части Шайтан Камня. Расстояние между крайними около 175 метров. Широковым В. Н. выделено пять участков с рисунками. Внутри участков условно выделено 17 групп изображений. Высота нанесения рисунков немногим выше 2 метров. Многие из них нанесены на высоте 15-20 см, некоторые на уровне глыбовой осыпи у подножия скалы.
Если судить по яркости рисунков, Шайтанская писаница, скорее всего, создавалась не в один момент, а часть рисунков была нанесена поверх более ранних изображений. Некоторые фигуры видны достаточно отчётливо, другие превратились в заплывшие бурые или красно-розовые пятна. Все рисунки выполнены охрой, которая имеет в настоящее время различные цветовые оттенки, от красно-оранжевых до тёмно-бурых цветов. Возможно, это связано с конкретным местом расположения рисунка, которое обеспечивало ту или иную степень его сохранности, а следовательно и его цветовую гамму. Возможно также, что краска, нанесённая на камень, создавалась в разное время, а следовательно, могла серьёзно отличаться по своему составу.
Первая группа

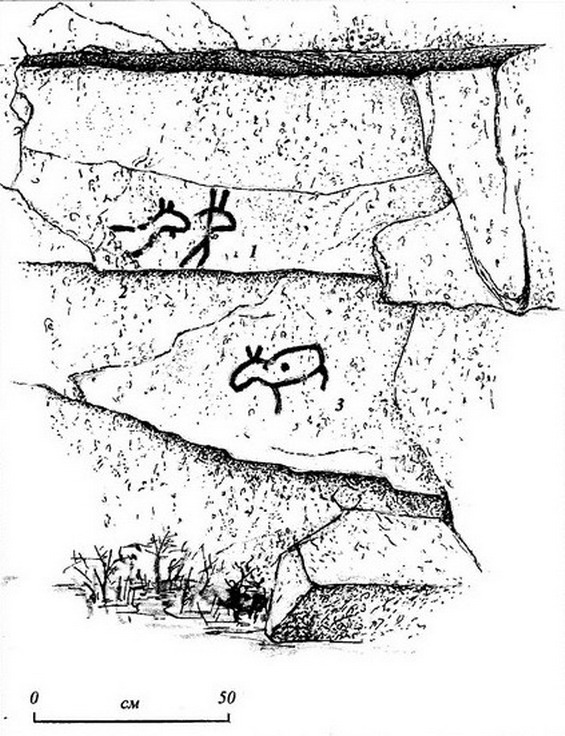
Зарисовка первой группы изображений (Широков В. Н. 2007. С.9)
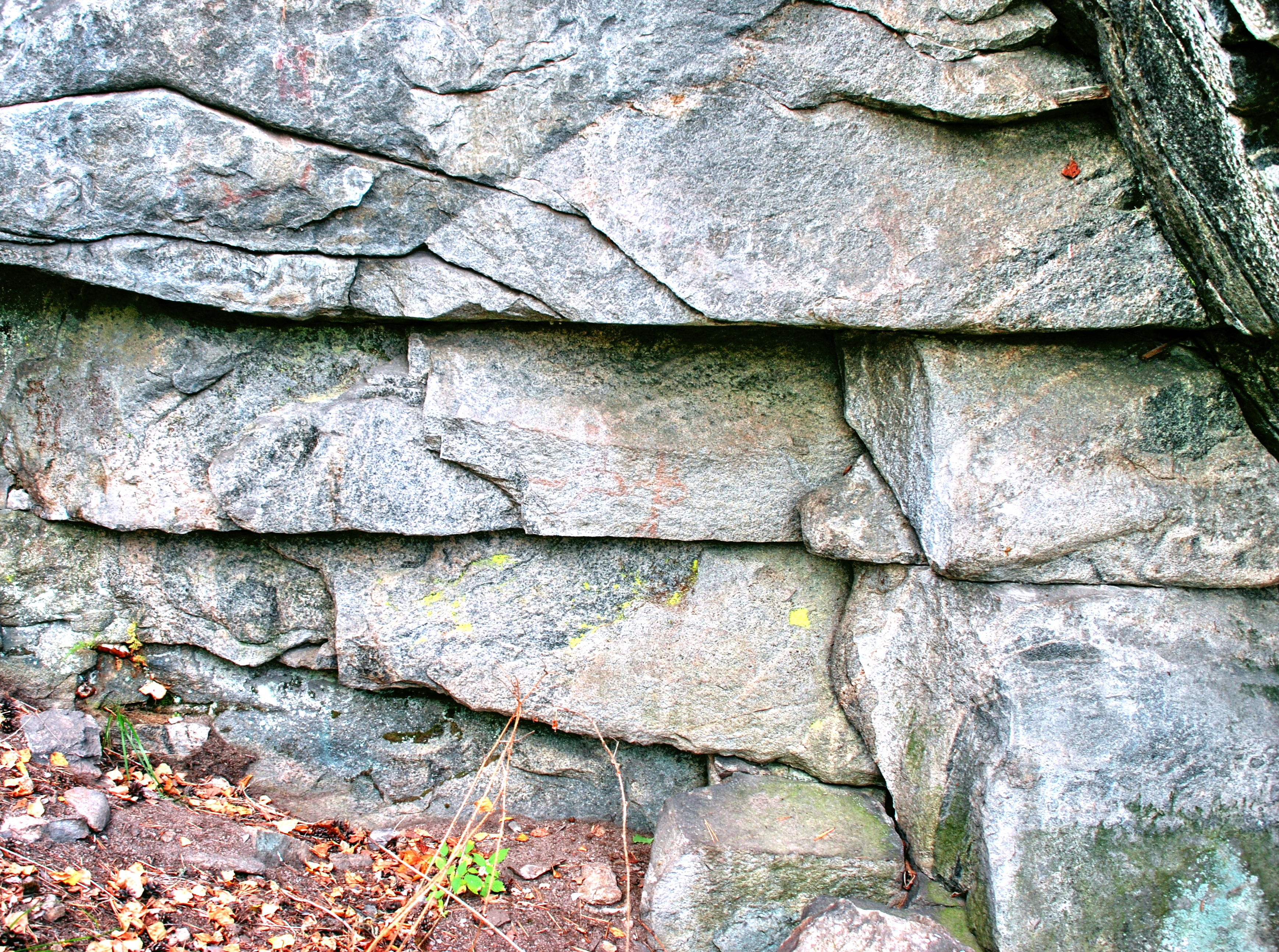
Первая группа изображений. Общий вид.
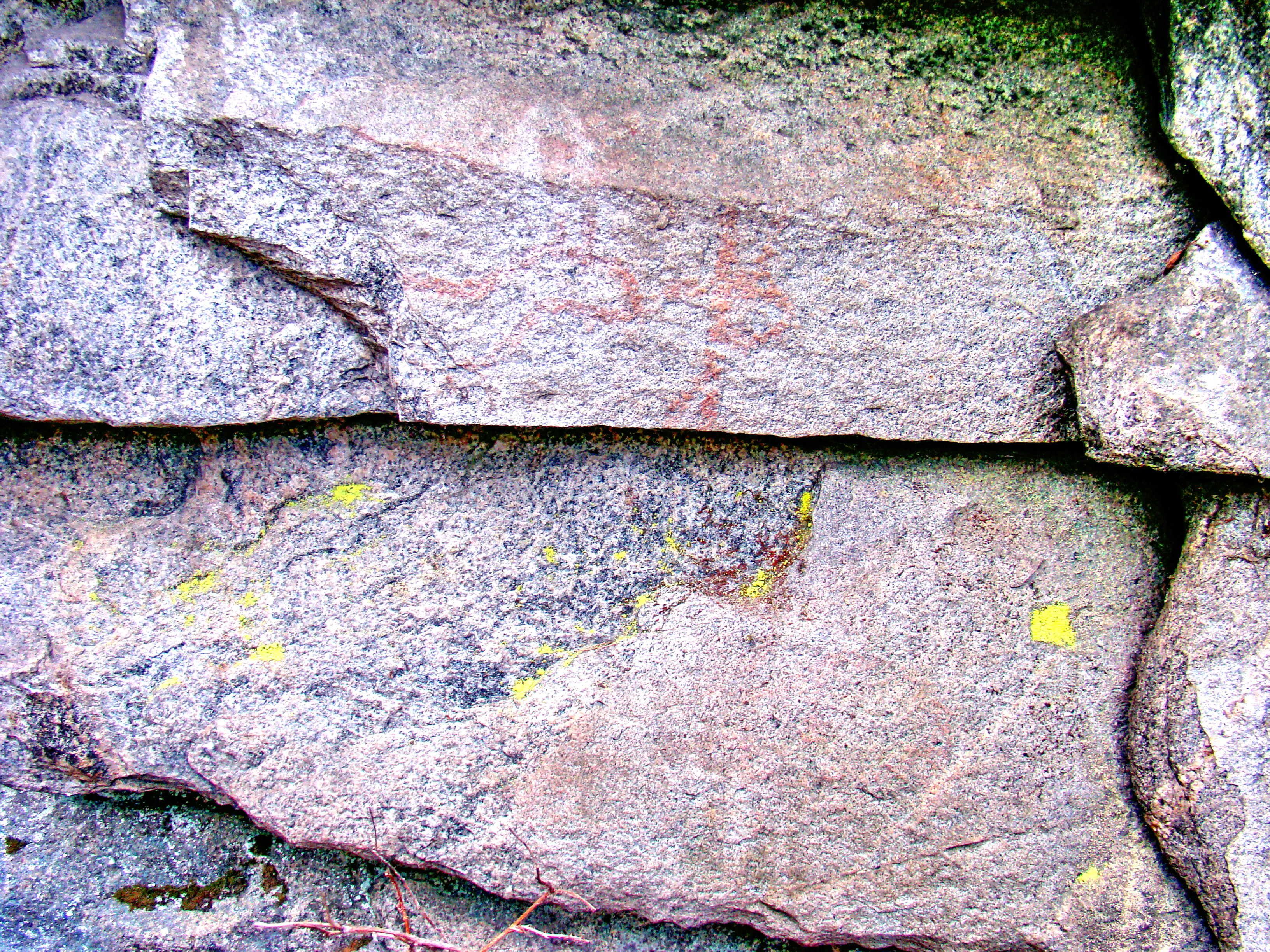
Первая группа изображений. Фигуры 1-3.
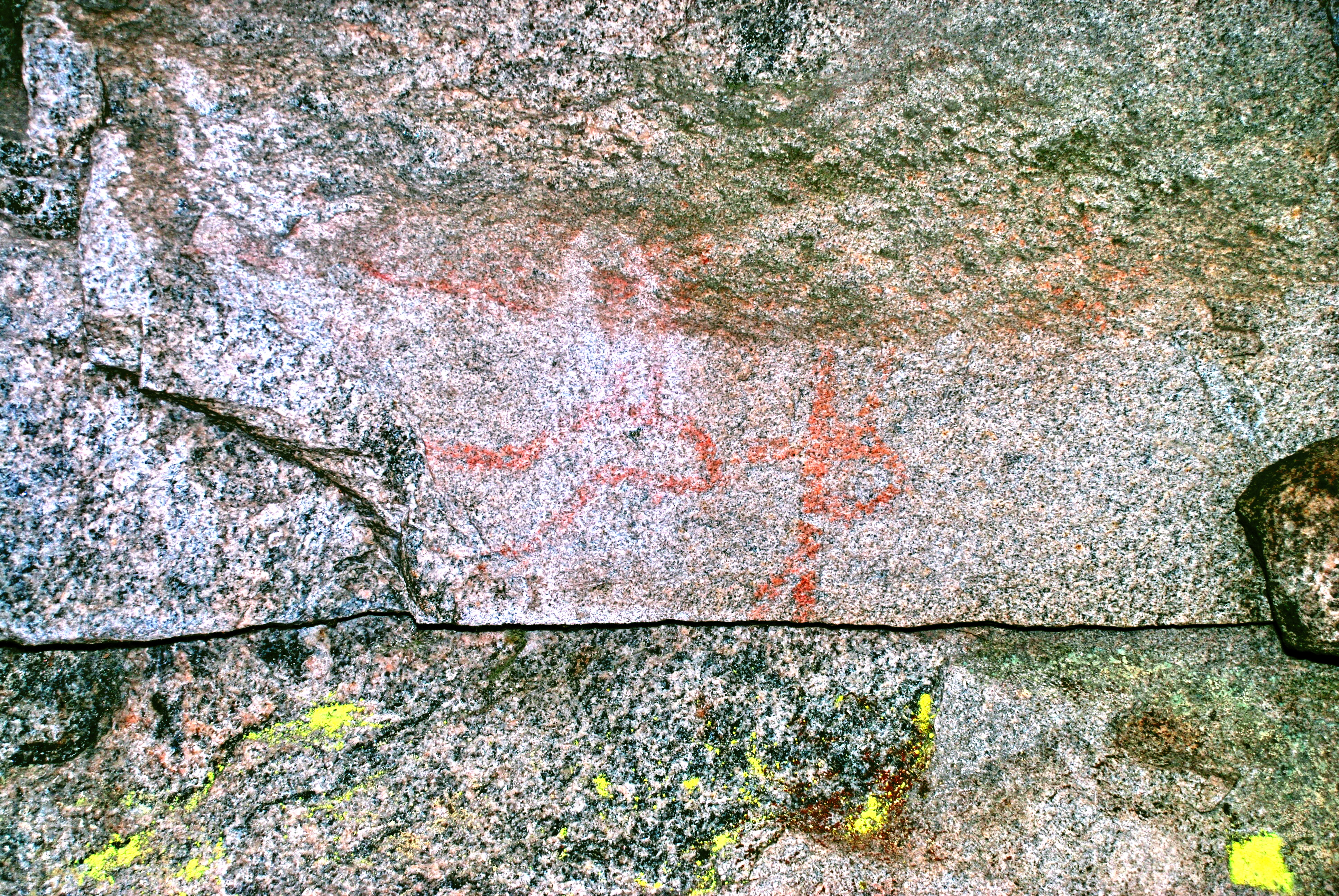
Первая группа изображений. Фигуры 1, 2. Следы краски над ними.
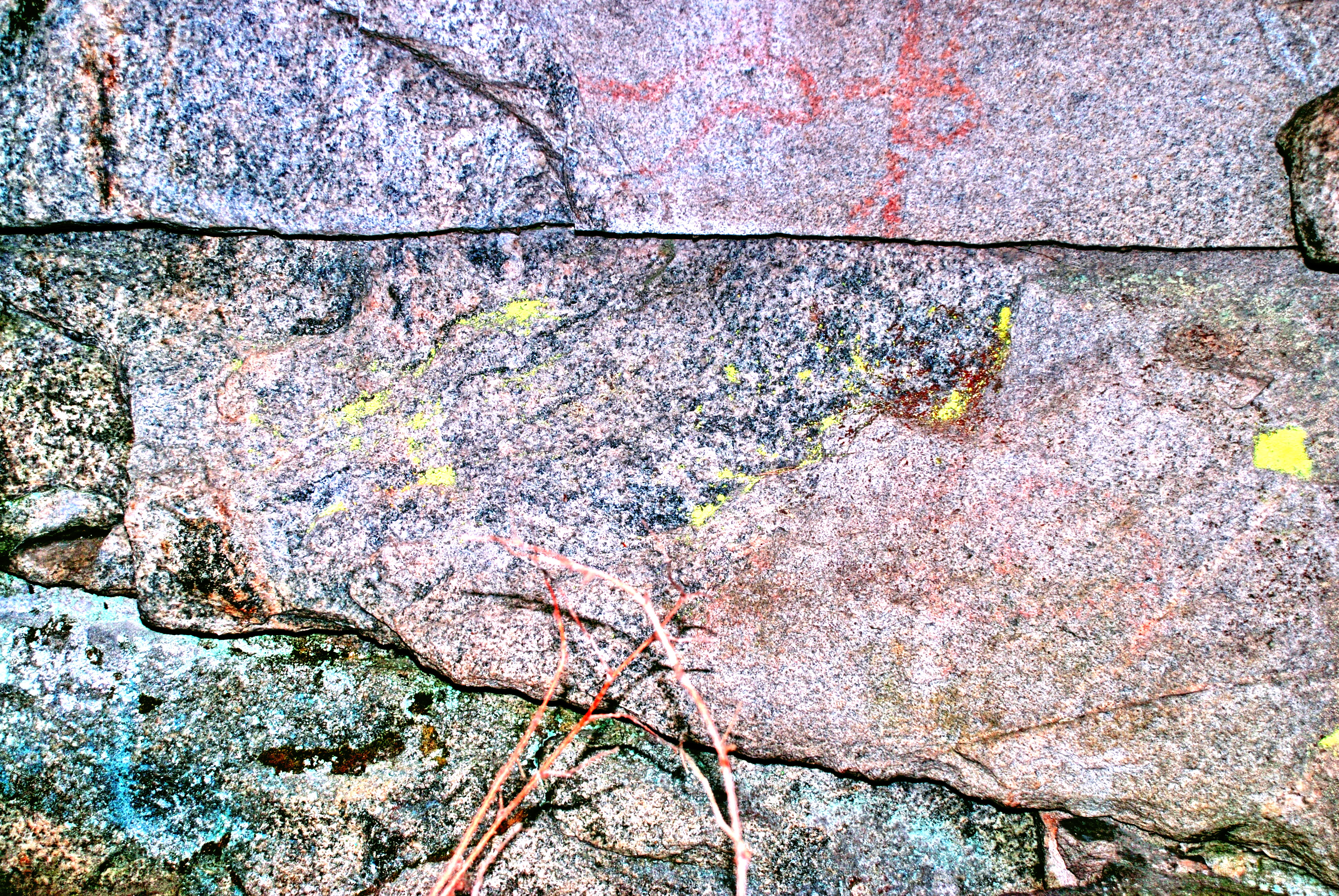
Первая группа изображений. На нижнем блоке фигура 3.
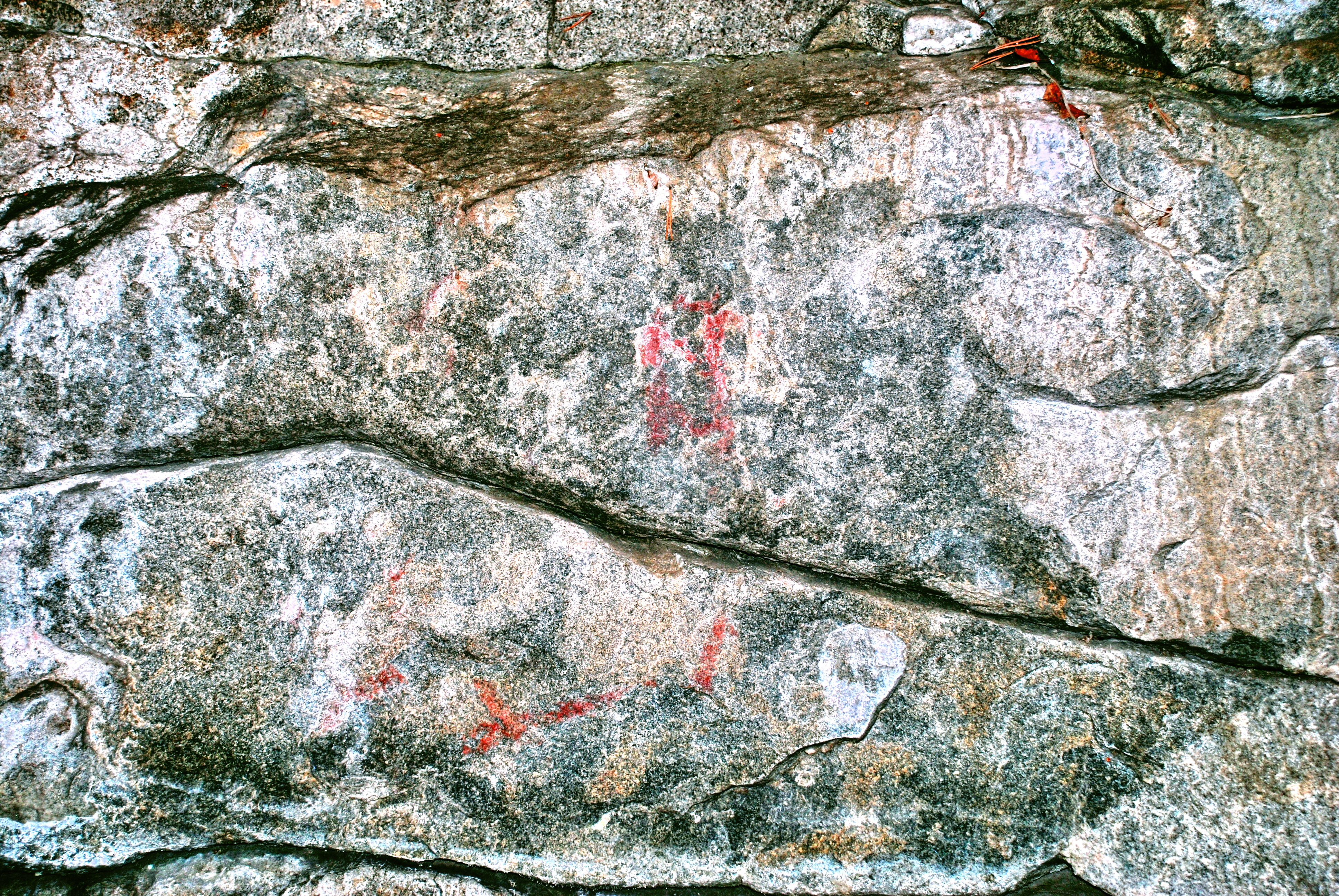
Следы краски, геометрические мотивы.

Первый участок начинается в 19,4 метрах от южной оконечности Камня и содержит многочисленные следы краски в виде пятен, линий, остатков геометрических фигур. Из-за плохого состояния изображений, наиболее отчётливо можно выделить только фигуры трёх зооморфных персонажей (Фигуры 1-3). Рисунки нанесены на двух, расположенных друг над другом блоках. Фигура 3 напоминает копытное или зайца. Она нанесена контурной линией очень плохой сохранности. Внутри фигуры можно разобрать пятно краски. Данная фигура практически не видна, на фотографии её удалось выделить, только после цифровой обработки.
Две другие фигуры (1-2) расположены выше, на другом блоке. Они сохранились в лучшей степени, цвет краски красно-оранжевый. Обе фигуры можно определить как изображения передней части копытных. Фигуры так же нанесены контурной линией. Причём, у фигуры 1 в нижней части головы можно разобрать небольшой отросток, напоминающий «волосяную серьгу», характерную для лося.
Вторая группа

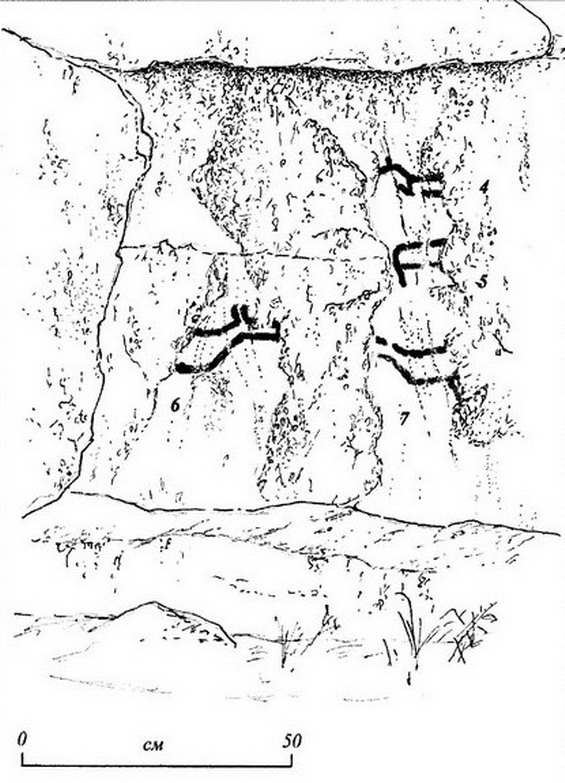
Зарисовка второй группы изображений (Широков В. Н. 2007. С.10)
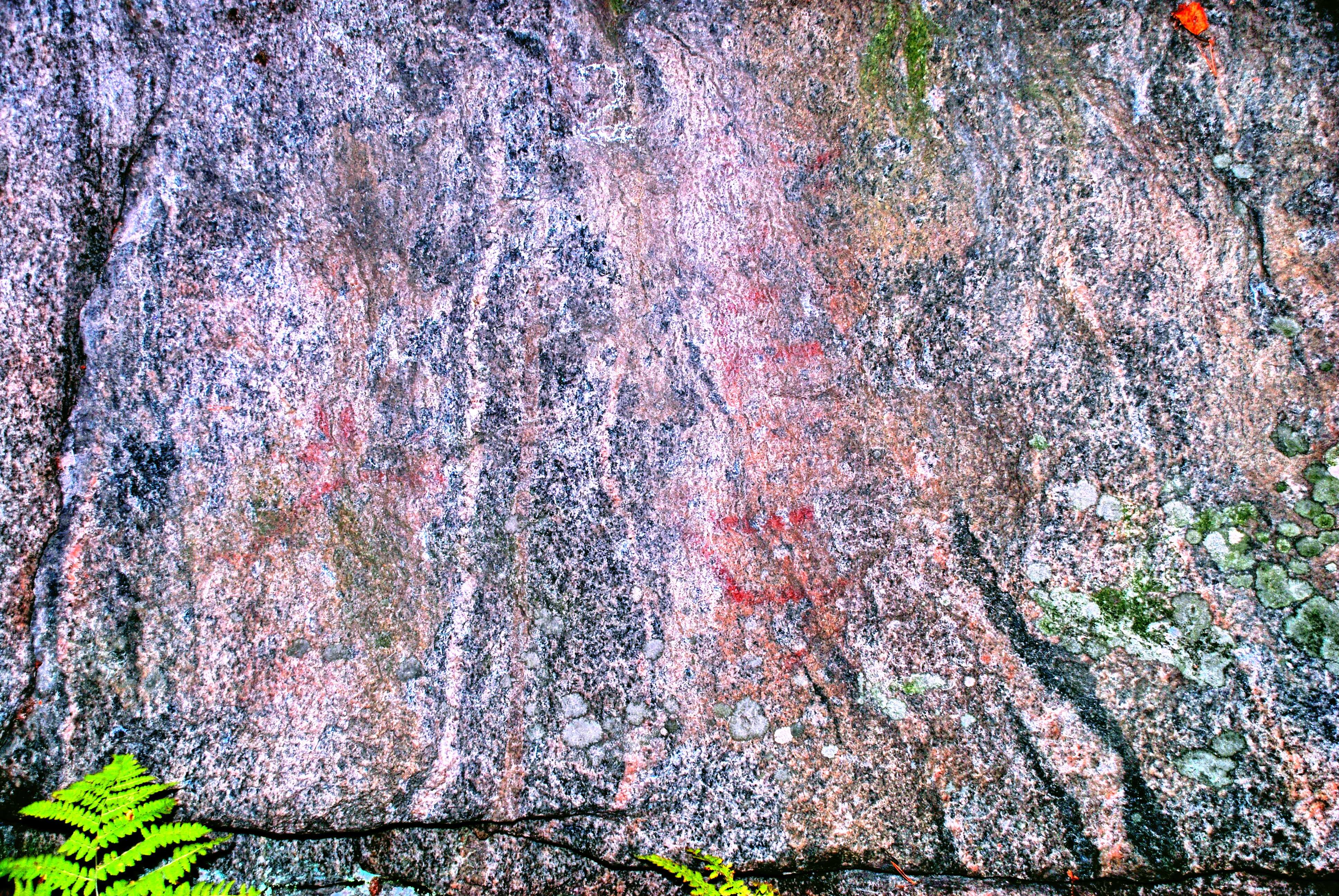
Вторая группа изображений. Общий вид.
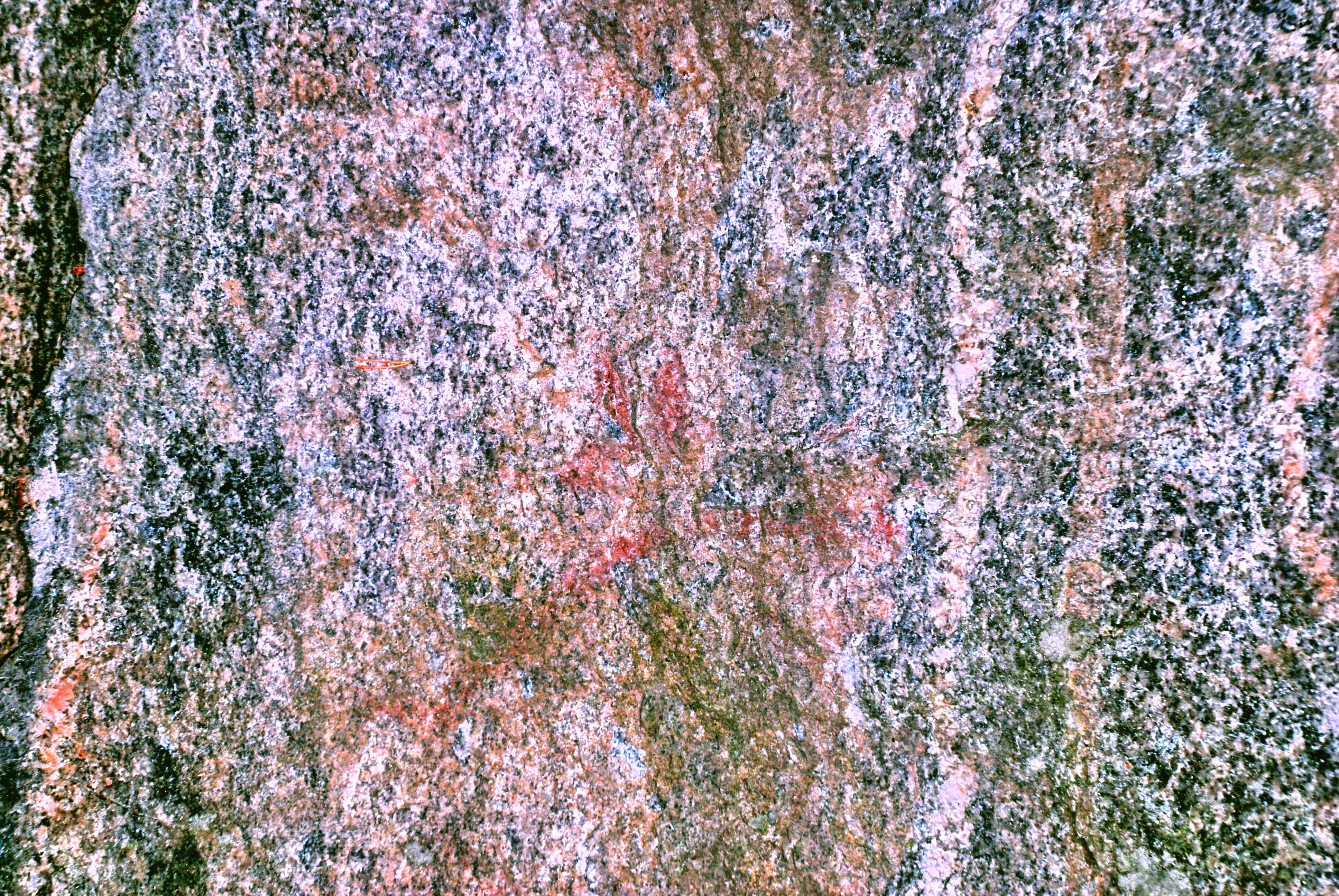
Вторая группа изображений. Фигура 6.
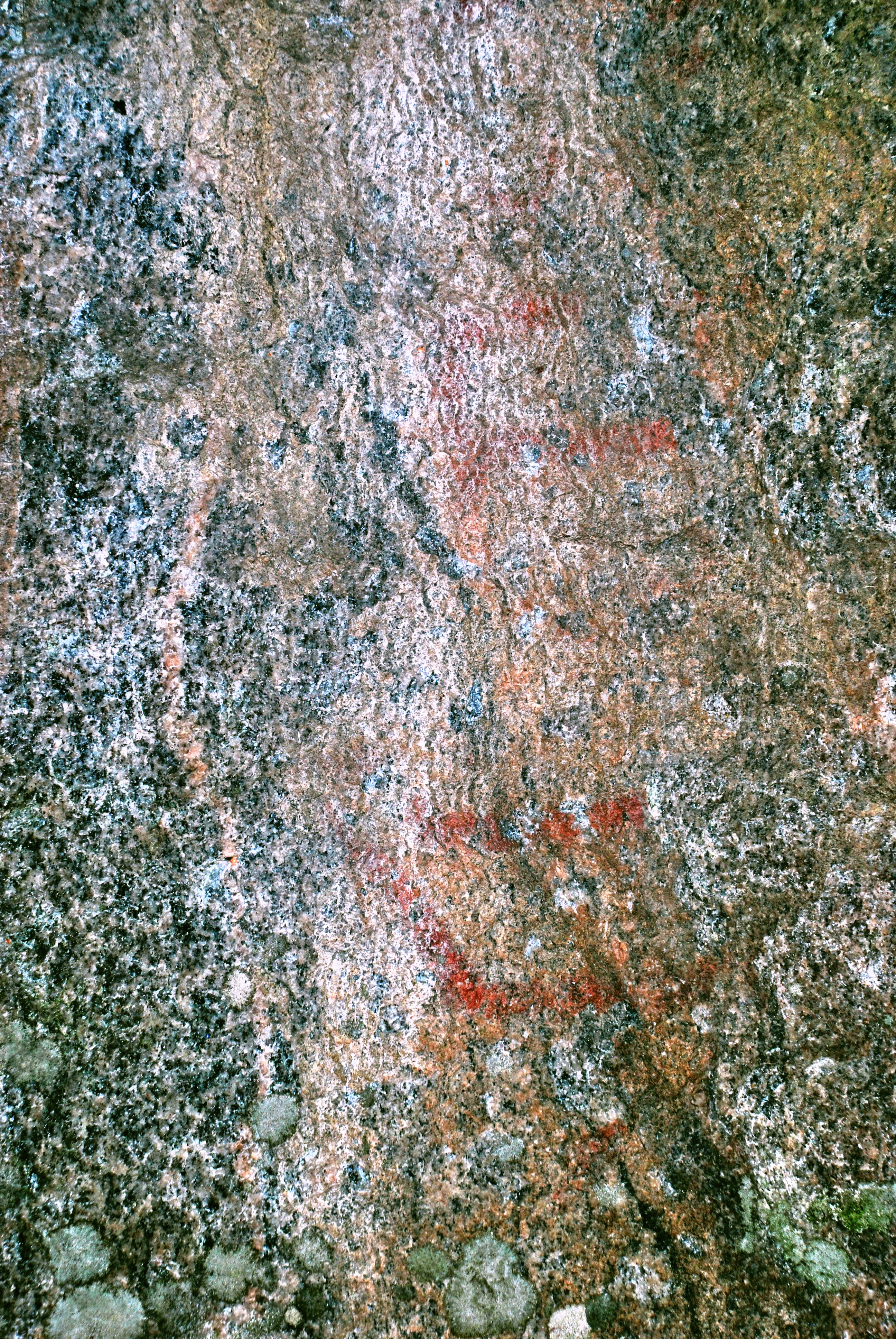
Вторая группа изображений. Фигуры 5, 7.

Вторая группа наскальных изображений начинается в 20 метрах влево от первого участка. Сохранность рисунков очень плохая. Здесь можно разобрать остатки контурных изображений 4 фигур копытных. Рисунки нанесены на каменный блок, покрытый желтоватой корочкой, разрушение которой ведёт к разрушению рисунков.
Третья группа

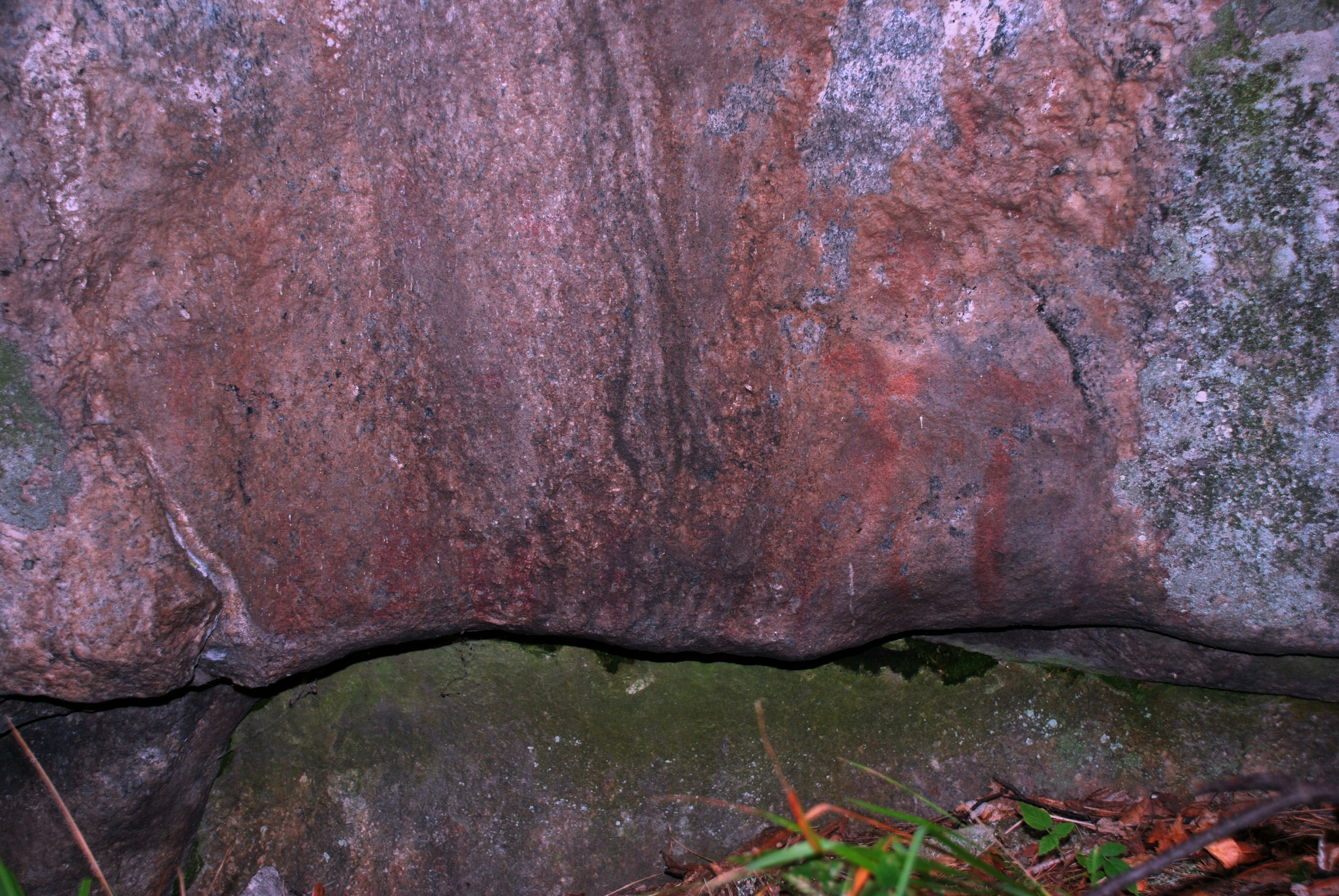
Третья группа изображений. Следы краски
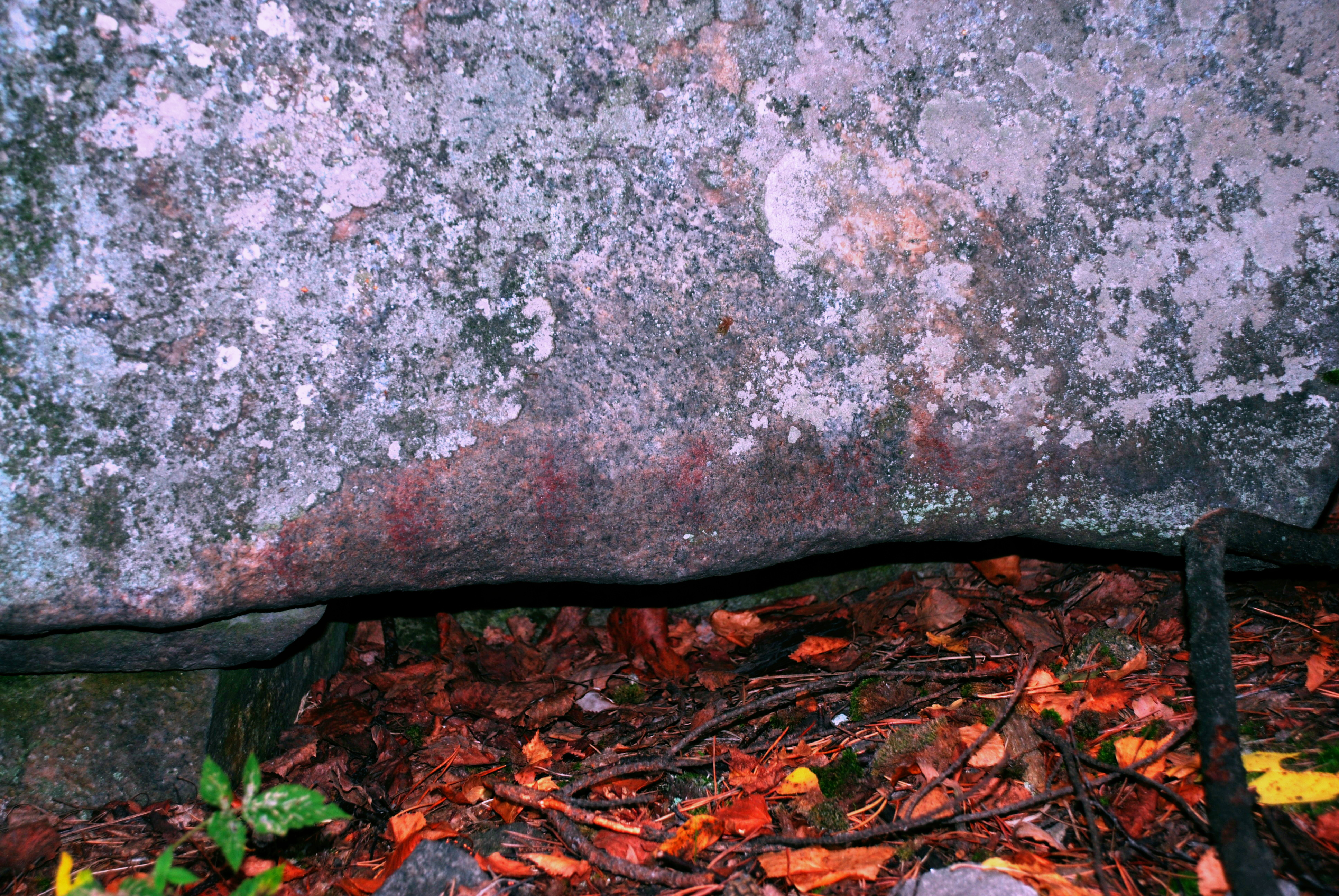
Третья группа изображений. Неясный геометрический мотив.

Третья группа находится практически над осыпью, на нижнем краю блока на желтоватой корочке. Здесь можно выделить несколько фрагментов неясных геометрических мотивов, а также группы вертикальных отрезков светло-красного цвета.

### Наскальные изображения на Урале
- Северская писаница
- Писаница на мысе Еловый
- Мыс Еловый

### Петрографы в России
- Боярская писаница
- Сулекская писаница
- Канозерские петроглифы
- Томская писаница
- Бага-Заря

### Петрографы в мире
- Андский канделябр
- Наска